# Novodmîtrivka, Bilozerka
Novodmîtrivka (în ucraineană Новодмитрівка) este un sat în comuna Tomîna Balka din raionul Bilozerka, regiunea Herson, Ucraina.

## Demografie
Componența lingvistică a localității Novodmîtrivka
     Ucraineană (89,89%)
     Rusă (10,11%)
Conform recensământului din 2001, majoritatea populației localității Novodmîtrivka era vorbitoare de ucraineană (89,89%), existând în minoritate și vorbitori de rusă (10,11%).